# She's All I Ever Had
"She's All I Ever Had"é uma canção do cantor porto-riquenho Ricky Martin. A canção foi extraída como o segundo single oficial do seu quinto álbum de estúdio, Ricky Martin (1999). No Brasil a canção foi incluída na trilha sonora internacional da novela "Andando nas Nuvens" de Euclydes Marinho, exibida pela Rede Globo em 1999. A canção foi tema dos personagens Julia e Chico, interpretados por Debora Bloch e Marcos Palmeira.

## Lista de faixas
Australian CD maxi-single
1. "She's All I Ever Had" (English Radio Edit) – 4:12
2. "She's All I Ever Had" (Pablo Flores Radio Edit - English) – 4:22
3. "She's All I Ever Had" (Pablo Flores Club Mix - English) – 10:14
4. "Bella" (Pablo Flores Club Dub - Spanish) – 7:00
5. "Livin' la Vida Loca" (Trackmasters Remix) – 3:46

European CD single
1. "She's All I Ever Had" (English Radio Edit) – 4:12
2. "She's All I Ever Had" (Pablo Flores Radio Edit - English) – 4:22

European CD maxi-single
1. "She's All I Ever Had" (English Radio Edit) – 4:12
2. "She's All I Ever Had" (Pablo Flores Radio Edit - English) – 4:22
3. "Bella" (Pablo Flores Club Mix - Spanglish) – 10:14
4. "She's All I Ever Had" (Pablo Flores Club Dub - English) – 7:00

US CD single
1. "She's All I Ever Had" - 4:55
2. "Bella" (Spanglish Radio Edit) - 4:12

## Charts e certificações
| Chart (1999)                                | Melhor posição |
| ------------------------------------------- | -------------- |
| Australian Singles Chart                    | 28             |
| Belgian Flanders Singles Chart              | 32             |
| Belgian Wallonia Singles Chart              | 30             |
| Canadian Singles Chart                      | 9              |
| Canadian RPM Top Singles                    | 3              |
| Canadian RPM Adult Contemporary             | 4              |
| Dutch Singles Chart                         | 16             |
| Finnish Singles Chart                       | 10             |
| German Singles Chart                        | 18             |
| New Zealand Singles Chart                   | 8              |
| Swedish Singles Chart                       | 21             |
| Swiss Singles Chart                         | 34             |
| US Billboard Hot 100                        | 2              |
| US Billboard Adult Contemporary             | 4              |
| US Billboard Adult Pop Songs                | 20             |
| US Billboard Hot Latin Songs                | 1              |
| US Billboard Latin Pop Airplay              | 1              |
| US Billboard Latin Regional Mexican Airplay | 39             |
| US Billboard Latin Tropical Airplay         | 7              |
| US Billboard Pop Songs                      | 11             |
| US Billboard Rhythmic Top 40                | 17             |

| Chart (1999)                    | Posição |
| ------------------------------- | ------- |
| Australian Singles Chart        | 87      |
| Canadian RPM Top Singles        | 37      |
| Canadian RPM Adult Contemporary | 31      |
| US Billboard Hot 100            | 52      |
| US Billboard Hot 100 Airplay    | 57      |
| US Billboard Hot Singles Sales  | 71      |
| US Billboard Hot Latin Songs    | 14      |
| US Billboard Latin Pop Airplay  | 4       |

| País          | Certificação |
| ------------- | ------------ |
| Australia     | Ouro         |
| United States | Ouro         |